# Chronologie de l'époque hellénistique
Sauf précision contraire, les dates de cet article sont sous-entendues « avant l'ère commune » (AEC), c'est-à-dire « avant Jésus-Christ ».
L'époque hellénistique est la dernière période chronologique de la civilisation grecque antique. Elle s'étend de la mort d'Alexandre le Grand en 323 av. J.-C. à la défaite de Cléopâtre VII à la bataille d'Actium en 31 av. J.-C. En termes politiques et militaires, cette époque est d'abord marquée par les guerres des Diadoques, puis par la formation des grands royaumes hellénistiques (Lagides, Séleucides, Antigonides, Attalides) et enfin par la conquête romaine.

## Dislocation de l'empire d'Alexandre (323-281)

### Premières guerres des Diadoques (323-302)
323
Accords de Babylone entre les Diadoques : Perdiccas est chiliarque, Cratère tuteur des rois Philippe III et Alexandre IV, Antipater stratège d'Europe. Début de la guerre lamiaque. La révolte des colons de Bactriane est réprimée par Peithon.
322
Ptolémée occupe la Cyrénaïque et détourne le convoi funéraire d'Alexandre. Perdiccas vainc Ariarathe, dynaste de Cappadoce. Formation d'une coalition entre Antipater, Cratère et Antigone le Borgne contre Perdiccas. Défaite des alliés grecs à Crannon et de la flotte athénienne à Amorgós. La ligue de Corinthe est dissoute.
321
Défaite et mort de Perdiccas en Égypte. Victoire d'Eumène de Cardia face à Cratère. Les accords de Triparadisos fondent un nouveau partage de l’empire : Antipater conserve la Macédoine et obtient le titre de protecteur (épimélète) de la royauté ; Antigone le Borgne devient stratège d'Asie ; Séleucos obtient la Babylonie.
320
Ptolémée occupe la Cœlé-Syrie. Eumène est chassé d'Asie Mineure par Antigone et se réfugie dans la forteresse de Nora.
319
Mort d'Antipater. La succession échoit à Polyperchon qui restaure les constitutions des cités grecques. Cassandre (fils d’Antipater), exclu de cette succession s'allie avec Antigone et Lysimaque. Eumène est désigné par Polyperchon stratège d'Asie, à charge pour lui de vaincre Antigone au nom des rois.
318
Eumène occupe la Phénicie mais doit se retirer dans les satrapies orientales face à la menace de Ptolémée, allié à Antigone. Eumène arrive en Babylonie où il défait Séleucos. Cassandre occupe le Pirée.
317
Eumène parvient à faire sa jonction en Susiane avec les satrapes ralliés à la cause de la royauté. Bataille de Paraitacène (en Carmanie) : victoire non décisive d'Antigone sur Eumène. Cassandre occupe la Macédoine et la Grèce centrale ; il obtient au nom de Philippe III la régence de Macédoine. Polyperchon doit quitter la Macédoine avec Alexandre IV et prend pied dans le Péloponnèse. Démétrios de Phalère, tyran philomacédonien, gouverne Athènes. Olympias fait assassiner Philippe III et son épouse Eurydice.
316
Eumène est vaincu à la bataille de Gabiène (en Susiane) ; Antigone le fait exécuter. Olympias est assiégée par Cassandre à Pydna ; elle est exécutée pour le meurtre de Philippe.
315
Antigone occupe la Babylonie et en chasse Séleucos qui se réfugie auprès de Ptolémée. Antigone s'empare ensuite de la Syrie et la Phénicie ; il proclame depuis Tyr la liberté des cités grecques. Les îles des Cyclades forment la ligue des Insulaires. Ptolémée, Lysimaque, Séleucos et Cassandre se coalisent contre Antigone. Polyperchon est désigné par Antigone stratège du Péloponnèse.
314
Ptolémée occupe Chypre aux dépens d'Antigone.
312
Victoire de Ptolémée et de Séleucos à Gaza contre Démétrios, fils d’Antigone.
311
Paix précaire entre les diadoques. Séleucos récupère la Babylonie et entame la conquête des satrapies orientales (Perse, Médie, Susiane, Drangiane, Sogdiane, Arie, etc.), achevée en 308.
310
Alexandre IV et Roxane sont assassinés par Cassandre. Agathocle de Syracuse assiège Carthage.
308
Ptolémée opère en Grèce continentale pour s'opposer à l'avancée d'Antigone. L'historien Clitarque rejoint la cour d'Alexandrie. Séleucos engage contre le prince indien Chandragupta Maurya un long conflit.
307
Démétrios libère Athènes de la tutelle macédonienne en chassant Démétrios de Phalère.
306
Démétrios remporte une victoire navale au large de Chypre face à la flotte lagide. Antigone et son fils Démétrios se proclament roi d'Asie.
305
« Année des rois » : Ptolémée, Séleucos et Cassandre se proclament rois à leur tour. Siège de Rhodes par Démétrios qui y gagne le surnom de Poliorcète (« Preneur de ville »). Ptolémée, secondé par Lysimaque et Cassandre, apporte un secours militaire et financier à Rhodes. Ptolémée reçoit l'épithète de Sôter (« sauveur »).
304
Lysimaque est proclamé roi de Thrace.
303
Séleucos conclut un traité de paix avec Chandragupta Maurya : Séleucos doit abandonner le Gandhâra, ainsi que des territoires en Arachosie et en Gédrosie, tout en conservant la Bactriane ; il reçoit en échange 500 éléphants de guerre.
302
Démétrios rétablit la Ligue de Corinthe. Nouvelle coalition contre Antigone et Démétrios. Pyrrhus, chassé d'Épire, par Cassandre se rallie à Antigone. Lysimaque débarque en Phrygie Hellespontique et soumet les cités côtières d'Ionie, de Lydie, de Carie et de Lycie. Démétrios est rappelé de Grèce pour contrer Lysimaque et débarque à Éphèse. Les renforts de Cassandre sont défaits. Ptolémée marche sur la Syrie où il reste bloqué.

### Derniers conflits entre Diadoques (301-281)
301
Antigone est vaincu et tué à la bataille d’Ipsos. Partage du royaume d'Antigone : Ptolémée établit sa domination sur la Cœlé-Syrie ; Cassandre maintient sa présence en Macédoine et en Grèce ; Lysimaque annexe l'Anatolie jusqu'aux monts Taurus ; Séleucos, le grand vainqueur, s'empare de la partie orientale de l'Anatolie et de la Syrie. Ce partage est à l'origine des guerres de Syrie entre Lagides et Séleucides. Démétrios conserve quelques places fortes en Phénicie, en Anatolie et dans les Cyclades ainsi que Chypre.
297
Mort de Cassandre. Son fils Philippe IV lui succède brièvement ; à sa mort le royaume est partagé entre ses frères, Antipater et Alexandre V. Pyrrhus se rétablit en Épire avec le soutien de Ptolémée.
294
Démétrios Poliorcète prend la Macédoine, son fils Antigone II Gonatas contrôle la mer Égée.
293
Séleucos associe au trône Antiochos Ier.
286
Mort de Démétrios Poliorcète. Partage de la Macédoine entre Pyrrhos, roi d’Épire, et de Lysimaque.
282
Ptolémée II roi d’Égypte. Début de l'expédition de Pyrrhus.
281
Défaite et mort de Lysimaque à la bataille de Couroupédion (Lydie). Invasions celtes. Séleucos s’empare de l’Asie Mineure. Appel de Tarente à Pyrrhos contre l’ingérence de Rome.

## L'impossible stabilité (280-223)
280
Séleucos est assassiné par Ptolémée Kéraunos qui se proclame roi de Macédoine.
Débarquement de Pyrrhus en Italie à l'appel de Tarente, début de la guerre de Pyrrhus en Italie.
279
Début des invasions Celtes en Macédoine et en Grèce ; Ptolémée Kéraunos trouve la mort.
277
Antigone II Gonatas bat les Celtes à la bataille de Lysimacheia, il est proclamé roi de Macédoine.
275
Défaite de Pyrrhus à la bataille de Bénévent. La Ligue étolienne occupe l’Épire et repousse les Celtes. En conséquence, les Phocidiens et les Étoliens prennent de nouveau part à l’amphictyonie de Delphes.
274
Pyrrhos roi de Macédoine, guerre contre Sparte. Début de la première guerre de Syrie. Alliance d’Antiochos avec Magas (277-257), demi-frère de Ptolémée II et roi autoproclamé de Cyrénaïque.
273
Antigone II Gonatas redevient roi de Macédoine.
272
Échec du siège de Sparte. Mort de Pyrrhos à Argos. Prise de Tarente par les Romains.
271
Fin de la première guerre de Syrie. Antiochos perd la Cilicie orientale et la Phénicie au profit de Ptolémée II.

### Guerre chrémonidéenne (268-261)
268
Décret de Chrémonidès ; ligue anti-macédonienne entre Ptolémée II, Areus Ier (roi de Sparte) et Athènes « pour la commune liberté des Grecs ».
265
Mort d’Areus Ier lors du siège de Corinthe. La garnison antigonide du Pirée résiste à la pression lagide. Gonatas assiège Milet (échec). Victoire navale antigonide à Cos.
261
Athènes capitule. Gonatas et Philadelphe font la paix.

### Deuxième et troisième guerres de Syrie (260-253 / 246-241)
261
Antiochos II (261-246) roi séleucide. Sécession d’Eumène Ier, roi de Pergame. Ptolémée II Philadelphe s’implante en Ionie.
253
Perte de l’Ionie et de la Pamphylie par Ptolémée II Philadelphe. Antiochos II répudie Laodicé Ire et épouse Bérénice, fille de Ptolémée II, dont il a un fils. Révolte d’Alexandre, fils de Cratère (demi-frère de Gonatas) et des possessions en Grèce centrale. La Cyrénaïque retourne dans l’orbite lagide.
246
Ptolémée III et Séleucos II accèdent au trône. Bérénice Syra appelle son frère à l’aide pour les querelles de succession. Assassinat de Bérénice et de son fils, arrivée triomphale de Ptolémée III à Antioche. Séleucos II réfugié en Asie Mineure. « Conquête » des satrapies intérieures par Ptolémée. Retour de Ptolémée à Alexandrie révoltée. Reprise du pouvoir par Séleucos II. Ptolémée conserve jusqu’en 219 Séleucie de Piérie (port d’Antioche).
245
Sécessions de la Bactriane et de la Parthiène. Entrée des Parthes. Début de la guerre fratricide entre Séleucos II et son cadet Antiochos Hiérax (l’épervier), corégent et gouverneur de l’Asie mineure. Bataille de Chéronée : défaite de Thèbes, alliée de la Ligue achéenne pro-Alexandre face aux Étoliens proches de Gonatas. Mort d’Alexandre, Gonatas récupère ses possessions en Grèce centrale (Corinthe, l’Eubée, etc.).
243
Prise de Corinthe par Aratos de Sicyone, stratège de la Ligue achéenne — il sera réélu jusqu’à sa mort en 214. Gonatas s’allie aux Étoliens, les Achéens à Agis IV, roi de Sparte. Guerre larvée.
241
Attale Ier, régent de Pergame (protectorat séleucide).
240
Défaite étolienne de Pellène. Paix sans contrepartie entre la Ligue achéenne (Nord du Péloponnèse et Égée) et la Confédération étolienne (d’Actium à Delphes).
239
Défaite de Séleucos II à Ancyre contre Antiochos Hiérax allié aux Galates. Mort d’Antigone Gonatas, règne de son fils Démétrios II (239-29), corégent depuis 257.
236
Attale Ier repousse Antiochos Hiérax et prend le titre de basileus (roi).

### Guerre démétriaque (239-229)
239
Mort d’Alexandre II, roi d’Épire, prise de l’Acarnanie (Épire) par les Étoliens, alliance entre Démétrios II et Olympias, régente en Épire. Alliance entre les Achéens et
les Etoliens contre la Macédoine. Aratos assiège la garnison macédonienne du Pirée, puis Argos, en vain.
237
Ralliement de la Béotie à la Macédoine.
233
Fin de la dynastie épirote et de l’alliance avec la Macédoine. L’Épire devient une fédération.
231
Agron, roi des Illyriens, s’allie avec Démétrios II contre l’Étolie. Il fait lever le siège de Medeón. Démétrios II combat et meurt en 229 sur la frontière Nord contre les Dardaniens. Philippe V de Macédoine a 8 ans, régence d’Antigone Doson (229-21).
229
Attale Ier entreprend la conquête de l’Asie mineure (Phrygie, Lydie, Carie, etc.). Athènes recouvre son autonomie en achetant le départ de la garnison. Première guerre romaine d’Illyrie (piraterie) contre la reine Teuta, veuve d’Agron. Antiochos Hiérax échoue à conquérir l’empire séleucide.
227
Antigone Doson chasse les Dardaniens, reprend la Thessalie aux Étoliens, restaure la flotte macédonienne. Coup d’État à Sparte de Cléomène III (235-222). Guerre avec la Ligue achéenne depuis 235 (à l’instigation de Mégalopolis) puis tensions avec la Macédoine.
226
Assassinat d'Antiochos Hiérax en Thrace, mort de Séleucos II. Bref règne de Séleucos III Sôter (226-223), qui meurt lors d’une expédition contre Attale Ier.
224
Fondation de la Ligue hellénique, alliance à court terme entre les Achéens et les Macédoniens contre les Étoliens et Sparte.

## Crise du monde hellénistique (223-164)
223
Antiochos III (223-187), apogée de l’empire séleucide. Son cousin Achaïos est nommé vice-roi d’Asie mineure.
222
Campagne éclair d’Achaïos contre Attale Ier ; il reprend les possessions d’avant 229. Révolte de Molon et des satrapies orientales, écrasées en 220. Bataille de Sellasia. Cléomène III est écrasé par la Ligue hellénique et se réfugie à Alexandrie. Sparte est pour la première fois occupée par une garnison macédonienne.
Règne de Ptolémée III (222-205), troubles indigènes.
221
Philippe V (221-179), avant-dernier roi de Macédoine.
Ptolémée IV (221-19).
220
Achaïos II se proclame roi en Anatolie. Antiochos III s’accommode provisoirement de cette dyarchie et prépare sa campagne contre l’Égypte.

### Guerre des Alliés (220-217)
220
La Ligue étolienne pratique le brigandage en Béotie, Achaïe, Arcadie et Messénie. Démétrios de Pharos (allié de Rome lors de la première guerre d’Illyrie puis de la Macédoine à Sellasie) pratique la piraterie. Philippe V convoque la Ligue hellénique pour chasser les Étoliens.
219
Le Sénat décide d’une expédition préventive, la deuxième guerre de d’Illyrie, Démétrios de Pharos est chassé des îles dalmates rattachées au protectorat romain d’Illyrie.
218
Début de la deuxième guerre punique. En Grèce, escarmouches et sac de sanctuaires en Étolie et en Épire (Acarnanie).
217
La paix de Naupacte ne bouleverse en rien l’équilibre des puissances en Grèce continentale ; elle rectifie seulement le tracé des frontières romaines en Illyrie.

### Quatrième guerre de Syrie (219-217)
219
Reprise de Séleucie de Piérie. Trahison des mercenaires lagides, prise de Tyr et du nord de la Palestine. Inondations du Péluse pour ralentir les Séleucides. Armistice des quatre mois d’hiver.
218
Les Lagides font appel aux mercenaires et engagent environ 20 000 indigènes égyptiens.
217
Victoire lagide à la bataille de Raphia. Reconquête de la Palestine. Armistice et retour au statu quo, à l'exception de la Piérie. Troubles indigènes en Égypte.
215
Alliance entre Philippe V et Hannibal Barca (Trébie, lac Trasimène, 217 ; Cannes, 216).
Antiochos III s’allie avec Attale Ier ; il capture Achaïos à Sardes et le met à mort.

### Première guerre de Macédoine (214-205)
214
Philippe V tente de reprendre Apollonie, sa flotte est détruite par la flotte de Calabre.
213
Hannibal prend Tarente, Philippe V envahit l’Illyrie.
212
La Ligue étolienne s’allie avec Rome. Guerre de harcèlement. Peu de troupes romaines pour bloquer un éventuel soutien macédonien à Hannibal.
207
Hannibal est en défense en Italie du Sud.
205
Paix de Phoinikè entre Philippe V et les Étoliens puis Rome. Hannibal est expulsé d’Italie.

### Anabase d’Antiochos III (212-205)
212
Antiochos III en Arménie. Le roi Xerxès doit payer le tribut et épouser l’une des sœurs d’Antiochos.
211
Difficultés financières d’Antiochos qui, pour payer son immense armée, spolie un sanctuaire indigène en Médie.
209
Expédition contre Arsace II, roi des Parthes. Antiochos et Arsace font alliance ce qui ouvre à Antiochos la route de l’est.
208
Antiochos contre Euthydème. Siège durant deux années de Bactres puis négociations. Antiochos reconnaît l’indépendance du Royaume gréco-bactrien.
206
L'armée séleucide pousse jusqu’en « Inde » (Iran oriental occupé par un dynaste indien). Les royaumes indiens payent le tribut.
205
Retour d’Antiochos en Syrie par le golfe Persique, tribut des royaumes arabes caravaniers (Gerrha). Antiochos prend le titre de basileus megas (Grand Roi) car en l'absence de restauration des satrapies orientales, il est le suzerain (théorique) des royaumes orientaux.
204
Ptolémée V (204-180), roi d’Égypte à 5 ans. Sécession de la Haute Égypte.
203
Alliance entre Philippe V et Antiochos III contre Ptolémée V.
202-200
Cinquième guerre de Syrie. Antiochos III s’empare de la Cœlé-Syrie et assiège Gaza. Antiochos remporte la bataille de Panion en 200. Après un siècle de possession lagide, la Syrie revient aux Séleucides.
Philippe V veut restaurer la puissance maritime macédonienne en Égée, attaque sans déclaration de guerre les cités libres alliées aux Étoliens, s’allie avec Prusias de Bithynie, ennemi d’Attale Ier, puis prend les Cyclades (lagides) bat les Rhodiens à Ladè. Rhodes, Pergame, Byzance, Chios et Cyzique s’allient contre Philippe V.
Les Rhodiens et Attale font appel à Rome.

### Deuxième guerre de Macédoine (200-194)
200
Les Comices votent la guerre contre Philippe V, qui assiège Abydos (possession lagide dans l’Hellespont). Refus de l’ultimatum. Armée romaine sous légation de Sulpicius débarque à Apollonie.
199
Sulpicius ne peut envahir la Macédoine par l’ouest. Mutinerie dans l’armée romaine.
198
Flamininus, consul philhellénique, remplace Sulpicius. Offensive sur la Thessalie. La Confédération achéenne se rallie à Rome. Ptolémée V est isolé et tente de négocier la paix en Locride.
197
Bataille de Cynoscéphales (juin), qui se solde par une victoire romaine. La garnison macédonienne de Corinthe est battue par les Achéens. Les Acarnaniens, derniers alliés de Ptolémée V, sont battus. Les Dardaniens envahissent le Nord de la Macédoine et sont repoussés par Ptolémée V. Une paix est signée : Ptolémée V perd ses possessions extérieures, sa flotte est remise aux alliés de Rome.
196
Après une légation sénatoriale (10 sénateurs), un sénatus-consulte proclame la liberté des Grecs « d’Europe et d’Asie soumis à leurs propres lois » lors des jeux Isthmiques. Belle propagande visant Antiochos III. Frustration des Étoliens.
195
Flamininus reprend Argos des mains du tyran Nabis de Sparte, son ancien allié. La Confédération achéenne occupe tout le Péloponnèse à l'exception de Sparte.
194
Évacuation des troupes romaines hormis certaines places stratégiques.
197
Eumène II (197-159), roi de Pergame.
193-192
Assassinat de Nabis. L’assemblée de Sparte adhère à la Confédération achéenne, qui exile les citoyens créés par le tyran sans toucher aux réformes sociales.

### Guerre antiochique (192-188)
192
Après la prise de la Coélé-Syrie, Antiochos veut restaurer l’héritage de Séleucos Ier, s’empare des cités libres d’Ionie, s’allie avec les Étoliens, qui lui promettent un soulèvement grec contre Rome, puis débarque à Démétrias en Thessalie avec une faible armée (10 000 hommes, 5 éléphants).
Rome s’allie avec Philippe V et les Achaiens.
191
Face à tant de succès (pas de révolte, les Étoliens font défection, ses ennemis restent coalisés et concentrent leurs forces), Antiochos occupe les Thermopyles (comme en 480), est battu (comme en 480) et repart de Grèce avec 500 hommes. Les Étoliens sont isolés.
Les Achéens arrondissent leur nombre dans le Péloponnèse par adhésions forcées (Messène) et spontanées (Élis).
Philippe V reprend en partie la Thessalie, quelques places maritimes en Thrace avec la bienveillance romaine.
Les Étoliens assiégés négocient la paix, la signent en 189.
190
Scipion l'Africain accompagne son frère consul (L. Cornelius Scipio) « comme légat » lors de l’expédition d’Asie contre Antiochos III, qui assiège Pergame avec son fils Séleucos.
Bataille de Sidé (Pamphylie), les Rhodiens battent la flotte séleucide commandée par Hannibal. Rome et ses alliés contrôlent l’Egée.
189
Défaite séleucide à Magnésie du Sipyle. Défaite séleucide. Paix préliminaire à Sardes, évacuation de l’Asie mineure jusqu’aux monts Taurus, Hannibal doit être livré (il prend la fuite), le futur Antiochos IV est livré en otage à Rome.
188
Paix d'Apamée, qui reprend la paix de Sardes : accroissement du royaume de Pergame (en Europe, la Chersonèse de Thrace, la Propontide ; en Asie, le nord du Méandre) ; Rhodes reçoit la Carie et la Lycie, libertés des cités d’Asie mineure. Antiochos doit payer une lourde indemnité, limiter ses troupes (éléphants, mercenaires).
187
Mort d’Antiochos III (tué par la population en Élymaïde après un pillage sacrilège), sécession des satrapies à l’est de la Babylonie.
Début du règne de Séleucos IV (187-75).
Fin de la sécession de la Thébaïde.
186-183
Conflit entre Eumène II et Prusias Ier, roi de Bithynie. Avec l’aide de Flamininus, Eumène brise l’alliance Prusias-Galates (conseiller technique Hannibal) soutenue par Ptolémée V et annexe une partie de la Bithynie. Suicide d’Hannibal.
185
Relations difficiles entre Rome et Philippe V au sujet d’annexions illégitimes en Thessalie.
183
Philippe V doit retirer de Maronée et d’Ainos ses troupes sous pression de Rome.
180
Ptolémée VI (180-145), jeune roi.
179
Mort de Philippe V, son fils Persée (179-168) devient roi et repousse les invasions des Dardaniens et des Thraces, alliés de Pergame.
Eumène II s’agrandit aux dépens du royaume du Pont.
175
Antiochos IV (175-64), cousin de Ptolémée VI.
174
Luttes civiles en Etolie. Persée refuse de rencontrer une inspection sénatoriale.
Lutte d’influence entre Rome (Thessalie, Pergame) et Persée (Béotie, Rhodes) sur la Grèce continentale.
173-172
Plaintes au Sénat d’Eumène II de Pergame contre Persée. Les homines novi poussent à la guerre préventive. Rhodes prudemment s’allie à Rome.

### Troisième guerre de Macédoine (171-168)
171
Le consul Licinius Crassus et Eumène pénètrent en Thessalie.
Victoire de Persée près de Larissa. Echec des négociations.
Attitude ambiguë de Rhodes.
170
Exactions romaines. Communications romaines coupées par les Molosses (Epire).
169
La guerre est confiée à Paul Émile (ex-commissaire d’Apamée).
168
Défaite de Pydna (juin). Persée capturé à Samothrace. La Macédoine est occupée, perd toutes ses possessions extérieures, puis divisée en 4 républiques autonomes. La monarchie antigonide est supprimée. Abaissement de Rhodes (alliance inégale).

### Sixième guerre de Syrie (170-168)
170
Les belligérants envoient des ambassades à Rome, qui reste neutre (guerre contre Persée).
169
Bataille de Péluse. Déroute de l’armée lagide. Antiochos IV marche sur Alexandrie. Entrevue entre Ptolémée VI et Antiochos IV. Révolte d’Alexandrie, le peuple proclame Ptolémée VIII physcon (le bouffi). Antiochos IV assiège Alexandrie au nom de Ptolémée VI. Echec.
168
Réconciliation entre les 2 Ptolémées, Antiochos IV mène une guerre de conquête. Prise de Chypre, de Memphis puis progresse vers Alexandrie. Rencontre à Éleusis (faubourg d’Alexandrie) entre Antiochos et Popilius Laenas. À la lecture du Sénatus-consulte, Antiochos accepte de rendre Chypre et évacue l’Égypte.

## Fin du monde hellénistique (164-30)
164-163
Mort en Perside d’Antiochos IV lors d’une expédition en Orient contre les Parthes. Partage entre les 2 Ptolémées : à Ptolémée VIII, la Cyrénaïque ; à Ptolémée VI, l’Égypte et Chypre.
162
Démétrios Ier (162-151), fils de Séleucos IV, otage à Rome, prend le pouvoir, fait exécuter le régent et Antiochos V.
Révolte de Timarque (tué en 160), gouverneur de satrapies supérieures.
158
Mort d’Eumène II, son frère Attale II devient roi.
Alexandre Balas, soutenu par Attale II, prétend au trône séleucide.
151
Mort de Démétrios Ier. Désagrégation de l’empire séleucide sous le règne de Balas.

### Guerre d'Achaïe (149-146)
149
Soulèvement macédonien, Andriskos se fait passer pour Philippe, le fils de Persée.
148
Rébellion massacrée. Création de la province de Macédoine. Construction de la via Egnatia (d’ouest en est de la Macédoine).
147
Conflit entre Sparte et Mégalopolis. La Ligue achéenne refuse la liberté à Sparte, soutenue par Rome. Guerre votée par les Achéens « contre Sparte », donc contre Rome.
146
Bataille de Skarphaia, l'Achéen Critolaos est battu par le proconsul Metellus. Destruction de Corinthe en guise d'exemple, suppression des Ligues achéenne et phocidienne.
147
Démétrios II s’allie avec Ptolémée VI, reprend la Cœlé-Syrie et élimine Balas.
Mithridate Ier, roi parthe, annexe la Médie.
Mort d’Eucratidès (vers 150), dernier souverain grec d’Iran, fin de l’empire bactrien.
144
Usurpation du fils de Balas (« Antiochos VI », tué en 142) puis de son protecteur Diodote Tryphon. Démétrios II s’enfuit d’Antioche. Mort de Ptolémée VI.
143
État juif indépendant : Simon Maccabée est nommé ethnarque ; naissance de la dynastie hasmonéenne.
Prise par les Parthes de Séleucie du Tigre, Démétrios II est fait prisonnier par les Parthes.
Ptolémée VIII revient de la Cyrénaïque, épouse sa sœur (Cléopâtre II) et devient roi.
140
Ambassade itinérante de Scipion Émilien (185-129) pour tout le bassin oriental.
139
Mort d’Attale II, avènement de son neveu Attale III (139-133).
138
Avènement d’Antiochos VII (deuxième fils de Démétrios Ier), capture et suicide de Tryphon.
134
Attale III accorde la liberté à Éphèse.
L’État juif est démantelé par Antiochos VII après l’assassinat de Simon.
133
Mort d’Attale III. Il lègue par testament son royaume à Rome tout en donnant la liberté à Pergame et Sardes. Révolte contre Ptolémée VIII menée par Cléopâtre II à Alexandrie. Fuite de Ptolémée VIII.
132
Révolte et nomination d’Aristonicos-Eumène III (fils illégitime d’Eumène II) comme roi, refus de Pergame. Eumène III s’appuie sur la flotte attalide mais est battu près d’Éphèse.
130-129
Eumène III est capturé, pacification et organisation de la province d’Asie. Arsace VI renvoie Démétrios II en Syrie pour contrer Antiochos VII. Celui-ci meurt lors d’une expédition contre Arsace.
Ptolémée VIII assiège Alexandrie. Cléopâtre II s’enfuit.
127-125
Démétrios II fait face à un nouveau prétendant, Alexandre II qui le bat et capture.
123
Déchirement et agonie de la dynastie séleucide. Alexandre II est exécuté par Antiochos VIII.
Cléopâtre II et Ptolémée VIII se réconcilient. La chora est dévastée, la population exsangue.
96
Ptolémée Apion, fils illégitime de Ptolémée VIII Physcon, meurt et lègue la Cyrénaïque à Rome.

### Première guerre mithridatique (88-84)
89
Mithridate VI (112-163), roi du Pont, envahit la Cappadoce, protectorat romain.
88
Nicomède IV, roi bithynien allié de Rome, est écrasé par Mithridate, révolte de la population, d'une violence inouïe, contre l’occupant romain. Trois corps romains sont anéantis, massacre d’Éphèse, perte totale de la jeune province d’Asie. Mithridate échoue lors du siège de Rhodes, allié fidèle de Rome. Mithridate envahit la province de Macédoine ; Athènes et le Péloponnèse se soulèvent.
87
Sylla débarque en Épire (cinq légions) bat Archéalaos, stratège pontique, et assiège Athènes.
86
Prise d’Athènes par Sylla. Bataille de Chéronée, défaite pontique. Répression brutale : des petites cités disparaissent. Les cités d’Asie par crainte de Rome se révoltent contre Mithridate, qui fait exécuter la population de Chios pour l’exemple. Début des négociations. Appuyé par Marius, Sylla combat sur deux fronts ; Mithridate fait face à une rébellion des cités grecques. Mithridate retire ses troupes de la province d’Asie.
85
Paix de Dardanos : par engagement oral, les cités libres sont incorporées dans la province d'Asie. Rhodes s’agrandit en Carie.
83
Fin de la dynastie séleucide, Tigrane II d'Arménie annexe la Syrie.
80
Premier gouverneur de la province de Cilicie. Lutte contre les pirates.
75-74
Création de la province de Cyrénaïque.
74
Mort de Nicomède IV qui lègue son royaume à Rome.

### Deuxième guerre mithridatique (73-63)
73
Mithridate VI envahit la nouvelle province, le proconsul Cotta est battu. Le consul Lucullus, à la tête de deux légions, repousse Mithridate en dehors de la province d’Asie et occupe de nouveau la Bithynie.
72
Défaite de la flotte pontique. Lucullus envahit le Pont, assiège Amisos sans succès. Bataille de Kabeira, défaite romaine. Mais Mithridate s’enfuit en Arménie, chez son gendre Tigrane II. Lucullus prend Sinope (capitale) et organise la nouvelle province.
69
Refus de Tigrane de livrer Mithridate. Lucullus pénètre en Arménie bat Tigrane à Tigranocerte, l’empire arménien a vécu. Lucullus place Antiochos XIII (un Séleucide) à Antioche.
68
Lucullus conquiert l’Arménie, mais son imperium et ses provinces sont confiés à Pompée, il doit se retirer. Mithridate en profite pour reconquérir son royaume.
67
Doté de pleins pouvoirs (lex Manilia), Pompée nettoie la mer Égée de ses pirates.
66
Pompée reprend le royaume du Pont. Tigrane, qui combat les Parthes, refuse l’asile à Mithridate.
65
Pompée s’allie avec Tigrane le Jeune contre son père, puis avec le père contre son fils, expédié à Rome comme otage.
64
Pompée tente d’écarter Phraatès III, roi parthe, de la Syrie et écarte Antiochos XIII, qui est mis à mort). Pacification de la province. L’Etat judéen ainsi que les Nabatéens payent le tribut à Pompée. La loi agraire de 63 (rogatio Servilia) propose l’annexion de l’Égypte.
64-63
Réorganisation de l’Orient. Création de la province de Syrie. Suicide de Mithridate. Le Pont rentre dans la province de Bithynie.

### Conquête de l'Orient hellénistique par Rome (63-30)
58
Chypre devient province romaine, malgré les protestations de Ptolémée XII Aulète.
Révolte d’Alexandrie contre Aulète au profit de sa fille Bérénice IV. Aulète est restauré en 55 par des mercenaires gaulois payés par Rome.
53
Victoire du général parthe Suréna à Carrhes. Le triumvir Crassus perd la vie et l'armée romaine est anéantie.
48-46
Victoire de Jules César à Pharsale. Pompée est assassiné par le général en chef de Ptolémée XIII. Révolte d’Alexandrie. Mort de Ptolémée XIII, Cléopâtre épouse son deuxième frère Ptolémée XIV.
44
César est assassiné aux ides de mars par une vingtaine de sénateurs conjurés, menés par Brutus et Cassius.
42
Victoire d’Antoine et d’Octave à Philippes contre Brutus et Cassius.
41
Entrevue de Tarse entre Antoine et Cléopâtre, partage de l’Orient.
Poussée parthe vers la Syrie et la Judée, Hérode Ier s’enfuit à Rome.
40
Paix de Brindes. Antoine récupère ses légions présentes en Gaule pour contrer l’avancée parthe.
38-37
L’Euphrate redevient la frontière romaine. Hérode se rétablit en Judée. Antoine démantèle les provinces d’Orient en royaumes clients : suppression des provinces de Cillicie-Chypre, du Pont, dons à Cléopâtre de Chypre, de la Cyrénaïque, etc.
35
Sextus Pompée, battu en Sicile, s’établit en Asie mineure. Antoine répudie Octavie.
34
Cérémonie des Donations : partage de l'Orient entre Cléopâtre, Antoine et leurs trois enfants. L’Égypte est le cœur d’un empire et d’un réseau de royaumes clients.
31-30
Bataille d’Actium. Octave se débarrasse de Césarion. Cléopâtre se suicide. L'Égypte tombe sous la domination romaine. Fin conventionnelle de l'époque hellénistique.
Des îlots hellénistiques survivent quelques années encore en Orient. Les dernières communautés grecques trans-indiques se dissolvent dans le monde indien dans les premières décennies de notre ère.